# Weserstadion Platz 11
Das Weserstadion Platz 11 (kurz Platz 11) ist ein Fußballstadion mit Leichtathletikanlage in Bremen. Es wird vorwiegend von der Frauenmannschaft von Werder Bremen aus der Bundesliga und der in der Regionalliga Nord spielenden Mannschaft Werder Bremen II für ihre Heimspiele genutzt. Der Platz 11 bietet 5500 Zuschauerplätze.

## Lage
Der Platz 11 befindet sich etwa 300 Meter südöstlich des Weserstadions zwischen den Trainingsplätzen des Vereins und der Weser in der Pauliner Marsch.

## Ausstattung
Der Platz 11 verfügt neben einem Spielfeld für Fußball über eine sechsspurige Leichtathletikanlage. Zudem sind Anlagen für Hindernisläufe sowie Sprung-, Wurf- und Stoßdisziplinen vorhanden. Umgeben wird das Stadion von Stehtraversen, die insgesamt etwa 4500 Zuschauern Platz bieten, und einer kleinen Sitzplatztribüne, der Westgeraden. Sie kann bis zu 1000 Fans aufnehmen, so dass sich eine Gesamtkapazität von 5500 Zuschauern ergibt. 2005 wurde der Gästebereich erneuert, im Frühjahr 2006 folgte ein neuer Sitzplatzrang. Im Hinblick auf die Einführung der 3. Fußball-Liga im Jahr 2008 wurde das Stadion mit vier Flutlichtmasten mit jeweils 24 Strahlern ausgerüstet, so dass auch Abendspiele ausgetragen werden können. Der DFB erklärte den Platz 11 zur Musterspielstätte für U 23-Mannschaften in der 3. Liga.
Aufgrund der hohen Beanspruchung durch den Spielbetrieb mehrerer Mannschaften entschied sich Werder Bremen im Sommer 2016 zur Installation eines Hybridrasens auf Platz 11. Darüber hinaus erhielt das Spielfeld eine Rasenheizung, um die Spielstätte auch uneingeschränkt im Winter nutzen zu können.

## Nutzung
Das Stadion wird als Trainingsstätte der Leichtathletikabteilung genutzt. Seit geraumer Zeit dient es Werder Bremen II und der Frauen-Bundesligamannschaft des Vereins als Heimspielstätte. Die zweite Mannschaft von Werder Bremen war von 2012 bis 2015 und von 2018 bis 2023 in der Regionalliga Nord und von 2015 bis 2018 in der 3. Liga vertreten. Seit der Saison 2023/24 spielt Werder Bremen II in der fünftklassigen Bremen-Liga (Oberliga Bremen), wo man nach der Saison wieder aufstieg und nun in der Regionalliga Nord spielt. 
Die Frauenmannschaft befindet sich nach einer Saison in der Zweiten Bundesliga seit der Saison 2020/21 wieder in der Frauen-Bundesliga.
Während der Fußball-Weltmeisterschaft 2006 diente Platz 11 als Trainingsstätte der schwedischen Fußballnationalmannschaft. Auch Jugendländerspiele finden auf Platz 11 statt.